# The Best of White Lion
The Best of White Lion — первая компиляция американской хард-рок-группы White Lion, выпущена Atlantic Records в сентябре 1992 года, уже после того как группа прекратила своё существование в 1991 году.

## Об альбоме
В компиляцию входят все синглы группы, а также концертные версии песен «All You Need is Rock ’n’ Roll» и «Lady of the Valley».
На альбоме нет ни одной песни из их первого альбома Fight to Survive, выпущенного ещё до подписания контракта с Atlantic Records. Исключением является лишь перезаписанная версия песни «Broken Heart», вошедшая в последний студийный альбом группы Mane Attraction.
На изданиях в некоторых странах песня «You’re All I Need» из альбома Mane Attraction идёт первой на компиляции.

## Список композиций
- Все песни написаны Майком Трампом и Вито Братта, кроме отдельно отмеченных.

1. «Wait» — 4:01
2. «Radar Love» (Койманс/Хэй;кавер-версия Golden Earring) — 5:56
3. «Broken Heart» (версия 2) — 4:07
4. «Hungry» — 3:56
5. «Little Fighter» — 4:22
6. «Lights And Thunder» — 8:06
7. «All You Need is Rock 'n' Roll» (концертная версия) — 5:41
8. «When the Children Cry» — 4:22
9. «Love Don’t Come Easy» — 4:09
10. «Cry for Freedom» — 6:11
11. «Lady of the Valley» (концертная версия) — 7:40
12. «Tell Me» — 4:29
13. «Farewell to You» — 4:21

## Участники записи
- Майк Трамп — вокал
- Вито Братта — гитара
- Джеймс Ломенцо — бас-гитара
- Грег ДиАнжело — ударные